# Tendring District
Tendring är ett distrikt (motsvarande kommun) i grevskapet Essex i England, Storbritannien. Distriktet har 151 451 invånare (2022). 
Större orter i distriktet är Clacton-on-Sea (huvudort) och Harwich.

## Civil parishes
Huvudorten Clacton-on-Sea ingår inte i någon civil parish. Resten av distriktet är indelat i 27 civil parishes: Alresford, Ardleigh, Beaumont-cum-Moze, Bradfield, Brightlingsea, Elmstead, Frating, Frinton and Walton, Great Bentley, Great Bromley, Great Oakley, Harwich, Lawford, Little Bentley, Little Bromley, Little Clacton, Little Oakley, Manningtree, Mistley, Ramsey and Parkeston, St. Osyth, Tendring, Thorpe-le-Soken, Thorrington, Weeley, Wix och Wrabness.